# РПГ-32
РПГ-32 «Баркас» (індекс ГРАУ — 6Г40) — російський багаторазовий ручний багатокаліберний багатофункційний гранатомет.
В залежності від типу цілі може бути оснащений пострілами різного калібру від 72,5 до 105 мм, типу бойової частини та вартості. Єдиним для всіх пострілів є пусковий пристрій 36 см завдовжки та масою 3 кг, включно з оптичним прицілом.

## Опис
РПГ-32 призначений для ураження найрізноманітніших цілей — сучасних основних бойових танків, БМП та інших бронемашин, укріплень і піхоти противника.
РПГ-32 складається з багаторазового ПУ (пускового пристрою) зі штатним прицілом коліматора та одноразових пускових контейнерів (мультикаліберних картриджів) з реактивними гранатами, споряджених на заводі-виробнику. Крім коліматорного можуть встановлюватися оптичні або нічні інфрачервоні приціли.
Основний калібр — 105 мм (також можуть використовуватися гранати калібру 72 мм). Довжина в бойовому положенні становить 900—1200 мм, вага в бойовому положенні — 6 кг (з 72 мм гранатою в контейнері) або 10 кг (з 105-мм гранатою в контейнері). Ефективна дальність стрільби — 200 м, прицільна — 700 м. 105-мм граната оснащена тандемною кумулятивною бойовою частиною і оптимізована для ураження основних бойових танків з динамічним захистом. Дана 105-мм граната ПГ-32 пробиває 600 мм сталевої броні за динамічним захистом. Відмінна риса РПГ-32 — однакова балістика всіх пострілів, що істотно скорочує час навчання солдатів.

## Оператори

### Україна
В серпні 2022 року йорданські гранатомети РПГ-32 «Nashshab» були помічені під час тренування українських військових.